# Casey Stoney

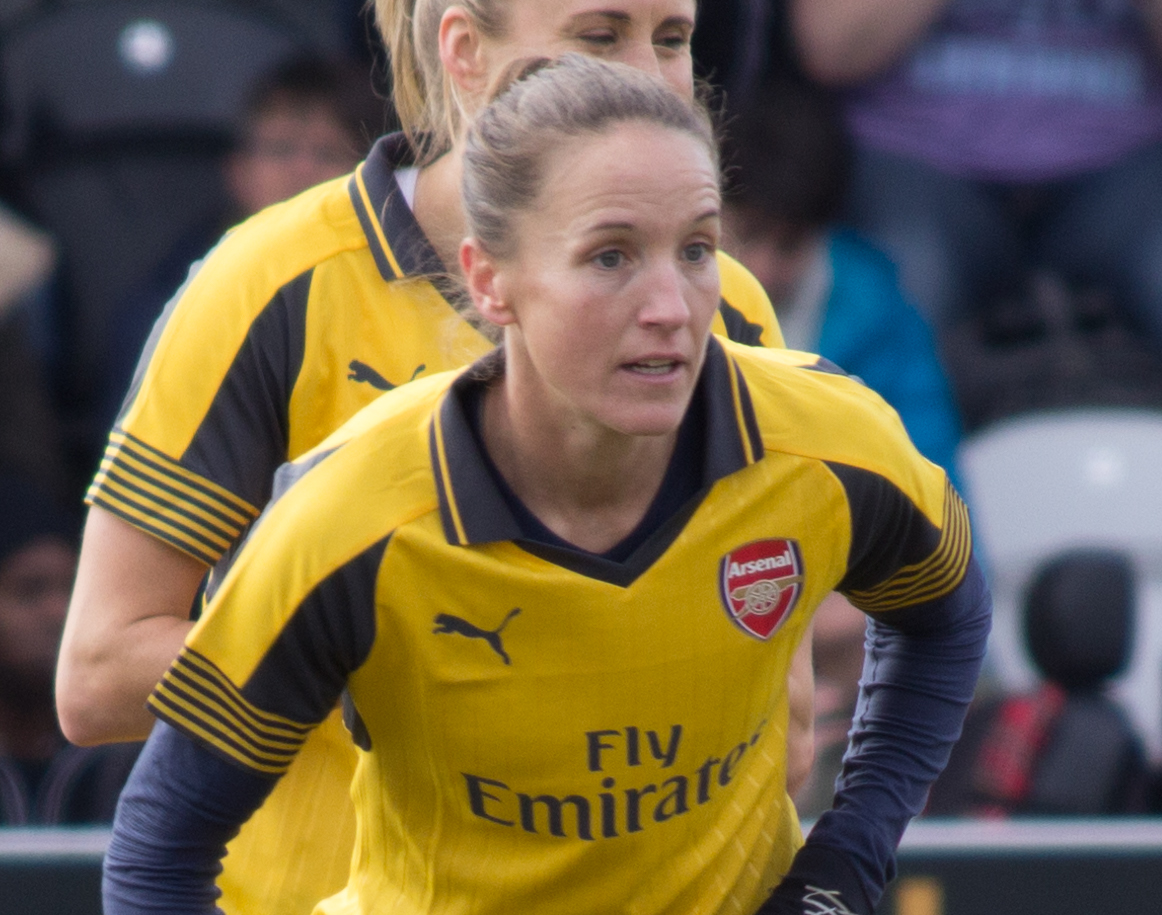
Casey Stoney 2017.

Casey Jean Stoney MBE, född den 13 maj 1982 i Basildon, är en engelsk fotbollstränare för Manchester United och en före detta fotbollsspelare (försvarare) som representerade Arsenal LFC och det engelska landslaget. Hon var en mångsidig försvarare och spelade i fler än 100 landskamper för Englands damlandslag i fotboll sedan hon debuterade 2000. Efter att ha varit en icke-spelande trupp medlem vid Europamästerskapet i fotboll för damer 2005, var hon en integrerad del av England-laget som nådde Europamästerskapet i fotboll för damer 2009-finalen och kvartsfinalerna i Världsmästerskapet i fotboll för damer år 2007 och 2011. År 2012 efterträdde Stoney Faye White som Englands kapten. Hon avslutade sin spelkarriär på Liverpool Ladies.
Hon var en del av Englands trupp under VM i Kanada år 2015. Hon fick speltid i tre av lagets matcher under turneringen där England tog brons.
Den 8 juni 2018 utnämndes Stoney till huvudtränare för det nystartade seniordamlaget Manchester United. I sin första säsong vann laget FA Women's Championship, vilket ledde till en uppflyttning till högsta ligan – Women's Super League, FA WSL. Säsongen 2019/2020 avslutades abrupt i maj på grund av covid-19-pandemin. Manchester United slutade på en fjärdeplats.

## Privatliv
Den 10 februari 2014 kom Stoney ut offentligt att hon var lesbisk. Hon är i ett förhållande med sin tidigare Lincoln-lagkamrat Megan Harris. Den 16 juli 2014 meddelade hon att Harris var gravid med tvillingar, som föddes i november 2014. Stoneys tredje barn föddes i december 2017.